# Malajube
I Malajube sono un gruppo musicale indie rock canadese.

## Storia del gruppo
Il gruppo si è formato a Montréal nel 2004 ed è francofono. Nel 2004 ha pubblicato anche il primo album Le Compte complet. Nel 2006, con il secondo disco, il gruppo ha ricevuto la nomination al Polaris Music Prize. Lo stesso album, dal titolo Trompe-l'oeil, è stato pubblicato in Europa e Giappone dall'etichetta City Slang. Nella primavera del 2009 viene pubblicato il successivo album, anch'esso in nomination al Polaris Music Prize.
Nel 2010 il gruppo compone la colonna sonora del film The Trotsky e si esibisce a Vancouver in occasione dei XXI Giochi olimpici invernali. Nell'aprile 2011 esce il quinto album.

## Formazione
- Julien Mineau - voce, chitarra
- Francis Mineau - batteria
- Mathieu Cournoyer - basso
- Thomas Augustin - tastiere, voce

Ex membri
- Rémi Nadeau-Aubin - chitarra
- Renaud Bastien - chitarra, tastiere

## Discografia
- Le Compte complet (2004)
- Trompe-l'œil (2006)
- Labyrinthes (2009)
- Contrôle EP (2010)
- La caverne (2011)